# ساسم بحري
ساسم بحري أو خشب الورد المدغشقري (الاسم العلمي:Dalbergia maritima) هو نوع من النباتات يتبع جنس الساسم من الفصيلة البقولية.